# Buenia affinis
Buenia affinis е вид бодлоперка от семейство Попчеви (Gobiidae). Видът не е застрашен от изчезване.

## Разпространение и местообитание
Разпространен е в Албания, Босна и Херцеговина, Италия (Сицилия), Словения, Франция (Корсика), Хърватия и Черна гора.
Обитава крайбрежия, пясъчни дъна на морета и реки. Среща се на дълбочина от 3 до 25 m.

## Описание
На дължина достигат до 3,3 cm.